# La Gran Sabana
La Gran Sabana es una región localizada al sureste de Venezuela, en el macizo de las Guayanas, también al Sureste del Estado Bolívar, y que se extiende hasta la frontera con Brasil y Guyana. La Gran Sabana cuenta con 10 820 km² de extensión, y forma parte de uno de los Parques nacionales más extensos de Venezuela, el parque nacional Canaima.
La temperatura promedio se halla alrededor de los 20 °C, pero de noche puede descender hasta los 13 °C, y en algunos de los sitios más elevados, dependiendo del clima, puede descender un poco más.
El lugar ofrece paisajes únicos en todo el mundo, cuenta con ríos, cascadas y quebradas, valles profundos y extensos, selvas impenetrables, y sabanas que alojan una gran cantidad y variedad de especies vegetales, una fauna diversa, y las mesetas mejor conocidas como tepuyes.
La Gran Sabana no debe confundirse con la Región de los llanos colombovenezolanos, la cual también es conocida localmente como «la sabana» y está ubicada en la cuenca del Río Orinoco.

## Historia

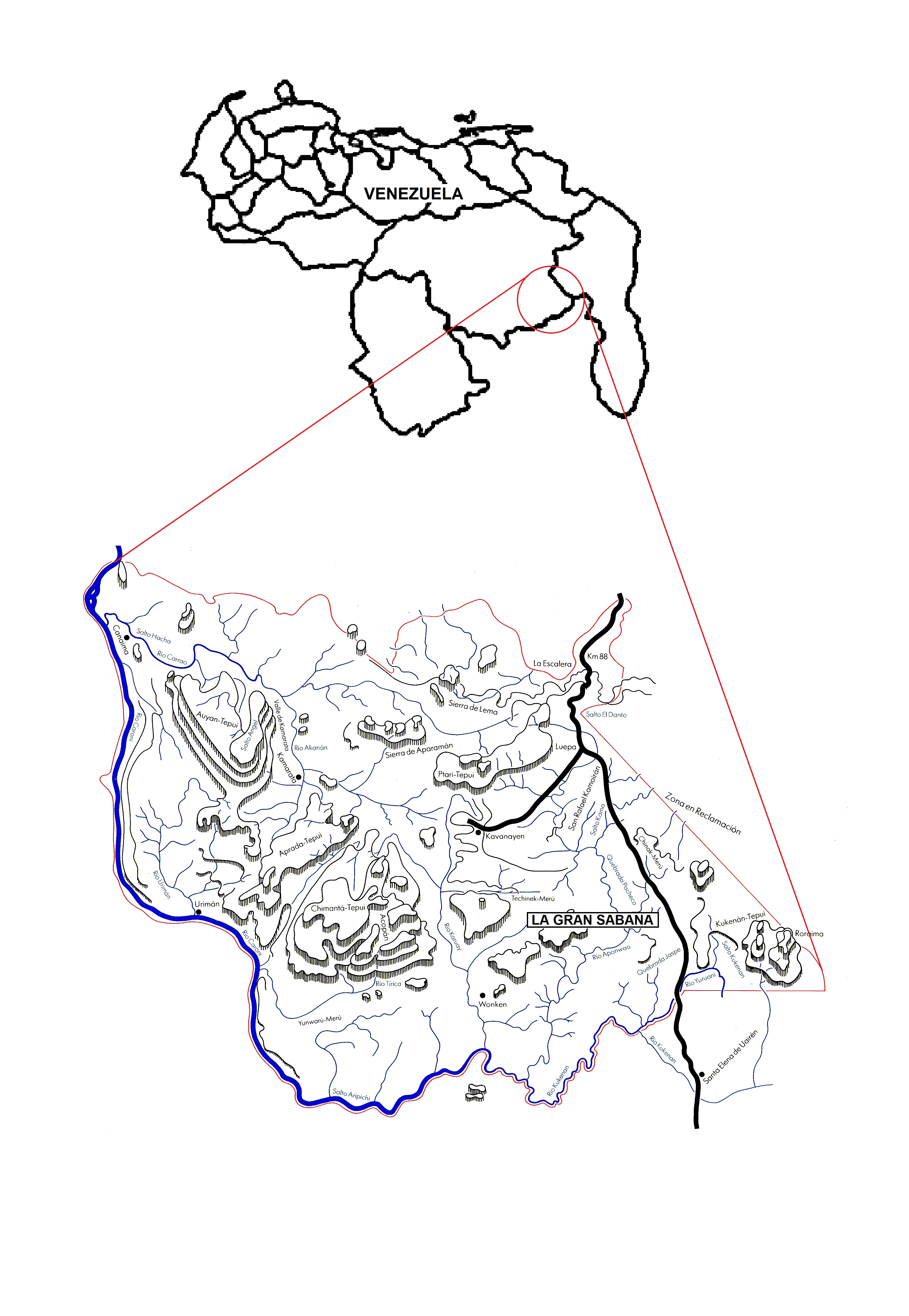
Mapa de Venezuela y la Gran Sabana.

Durante la época de la Conquista y la Colonia, la amplitud de los territorios de Guayana y sus riquezas naturales dieron origen a la leyenda de El Dorado, la cual llamó la atención de aventureros, exploradores y colonizadores. Estos, finalmente se acercaron a estas tierras en busca de oro, piedras preciosas y otros productos valiosos. De ahí empezó la exploración de un territorio tan amplio y difícil de acceder que hasta la fecha posee varias zonas a las que nadie ha llegado.
Debido a la riqueza y diversidad, tanto biológica como mineral y geográfica del Sureste de Guayana, fue necesaria la protección del territorio por parte del Gobierno de Venezuela. Por este motivo, Canaima se declararía parque nacional, muchos años después, por Decreto Ejecutivo N.º 770 de fecha 12 de junio de 1962. El parque es el segundo en extensión del país.
El parque nacional Canaima actualmente ocupa una extensión de unos tres millones de hectáreas (unos 30 000 km²), lo que le sitúa entre los seis Parques nacionales más grandes del mundo. Sin embargo, su superficie original era de un millón de hectáreas, y no incluía el territorio de la Gran Sabana.

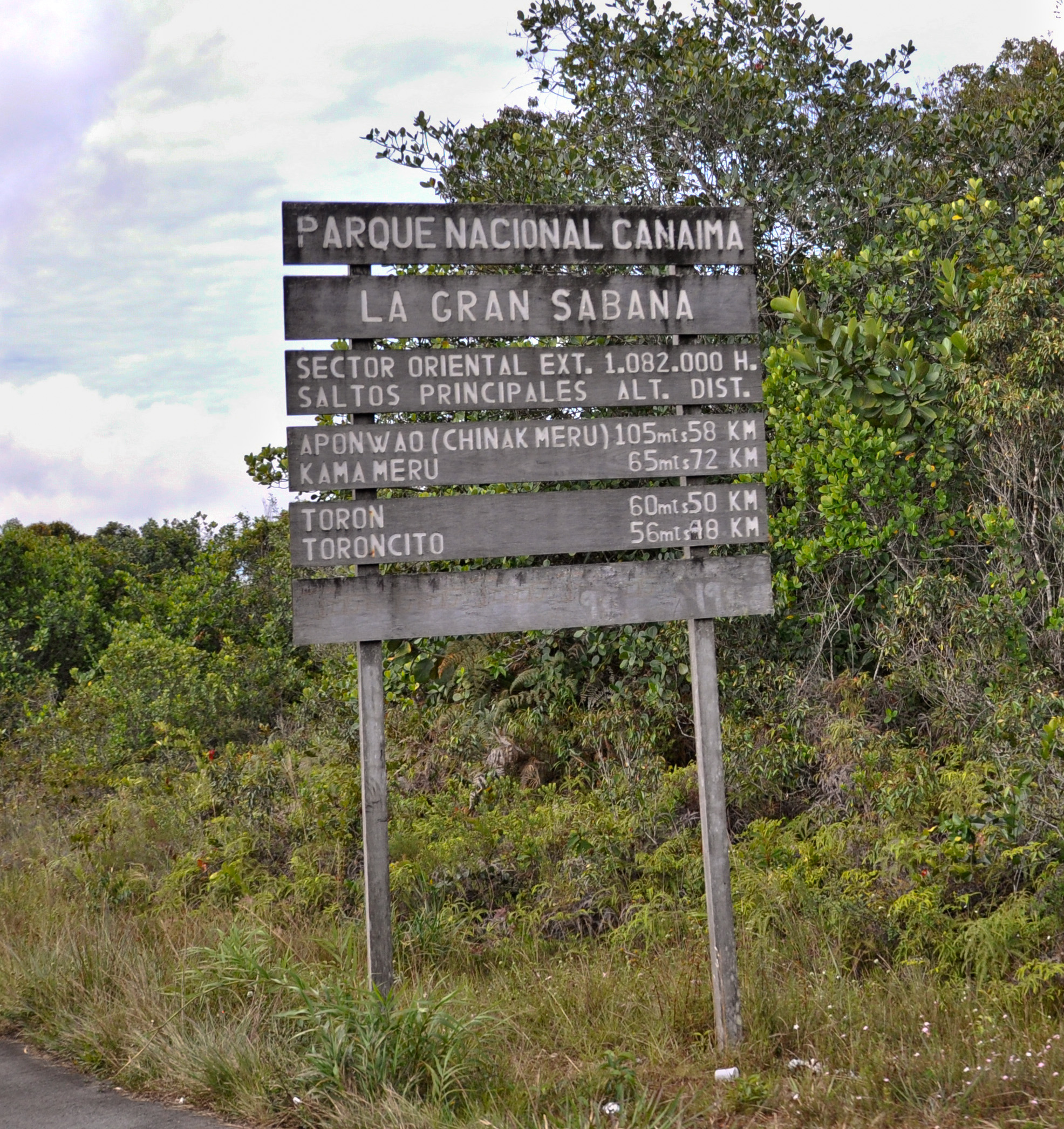
Cartel colocado por INPARQUES en la entrada a la Gran Sabana, después de La Escalera.

Fue ampliada en 1975 para abarcar varios puntos de alta importancia ecológica. Entre dichos lugares destacan: la cuenca del río Carrao, las cabeceras del río Caroní, la sierra de Lema, el nacimiento del río Cuyuní y las llanuras ondulantes, que forman la Gran Sabana. Actualmente, el territorio de la Gran Sabana es de 1 082 000 hectáreas, como se aprecia en la imagen del cartel de entrada al parque.
En la actualidad, la Gran Sabana sigue representando un lugar de elevado valor ecológico, no sólo para la UNESCO, que la proclamó patrimonio de la Humanidad en 1994 al otorgar dicho título al parque nacional Canaima; sino también para el Gobierno Nacional que promueve su conservación y exploración, y para los habitantes de Venezuela: miles de turistas visitan el lugar todos los años. Allí pueden gozar de la variedad de maravillas naturales presentes en el parque y se deleitan tanto por la belleza de sus sitios de interés (su relieve único, los paisajes perfilados de los tepuys, las cataratas, saltos y quebradas), como por su diversidad de especies de fauna y flora. Estas últimas atraen a muchos estudiosos y científicos de todo el mundo. Sólo en la Gran Sabana se encuentra el 40% de las especies de Venezuela, y el 23% en cuanto a reptiles y anfibios, con gran número de especies endémicas.
La ciudad más importante de la zona es Santa Elena de Uairén. Ha experimentado un crecimiento bastante rápido, con una población que sobrepasa los 30 000 habitantes. Fue fundada en el año de 1923 por Lucas Fernández Peña, atraído por el auge de diamantes de la zona. Su temperatura promedio se halla entre los 25 y 28 °C. Se encuentra ubicada a 910 metros sobre el nivel del mar, dista 15 km de la frontera con Brasil, 615 km de Ciudad Guayana, y unos 1400 km de Caracas, por vía pavimentada.
La población total de la Gran Sabana se estima actualmente en unos 48 000 habitantes.

## Geografía
Como se mencionó con anterioridad, la Gran Sabana es un parque con características únicas. La belleza del paisaje se acentúa en el Escudo Guayanés, la formación geológica más antigua de la tierra. Está compuesta por dos formaciones geológicas principalmente; un basamento ígneo metamórfico con edad aproximada de 2000 millones de años y una capa de rocas sedimentarias, areniscas de la formación Roraima, depositadas hace unos 1700 millones de años. Dichas areniscas sedimentaron en un ambiente lacustre o marino, alcanzando espesores de varios kilómetros. Originalmente estaban unidas en una o varias placas con cierta linealidad, pero fueron fracturándose y erosionándose durante cientos de millones de años. Durante dichas eras se alternaron climas húmedos y climas cálidos.
Esta región fue sometida a varios períodos de levantamientos y hundimientos tectónicos, y debido a esto, ciertas áreas del escudo quedaron más expuestas a la erosión que otras. Esto determinó la presencia de grandes macizos de arenisca que se encuentran aislados, llamados "tepuyes" en la lengua de los indígenas que habitan la región.
El relieve de la región es ligeramente ondulado. La altitud promedio se halla alrededor de los mil metros, pero puede variar bastante en cortas distancias: la carretera de El Dorado a Santa Elena de Uairén pasa de los 200 metros de altitud hasta los 1500 metros en menos de 30 km, en un lugar denominado "La Escalera", que es una subida pavimentada. Su condición de sabana no se debe a su clima (que es suficientemente lluvioso para sustentar una vegetación de selva), sino a la constitución rocosa y arenosa de los suelos, aunque pueden observarse partes de selva en algunas depresiones y, sobre todo, selvas de galería junto a los ríos.

Vista panorámica de 360 grados de un paisaje típico de la Gran Sabana.

### Hidrografía
La Gran Sabana, como el resto de Venezuela en general, es rica en redes fluviales. Las principales subcuencas hidrográficas están conformadas por los ríos Yuruaní, Aponwao, Kukenán, Suruku, Ikabarú, Karuay, Urimán y Antabare.

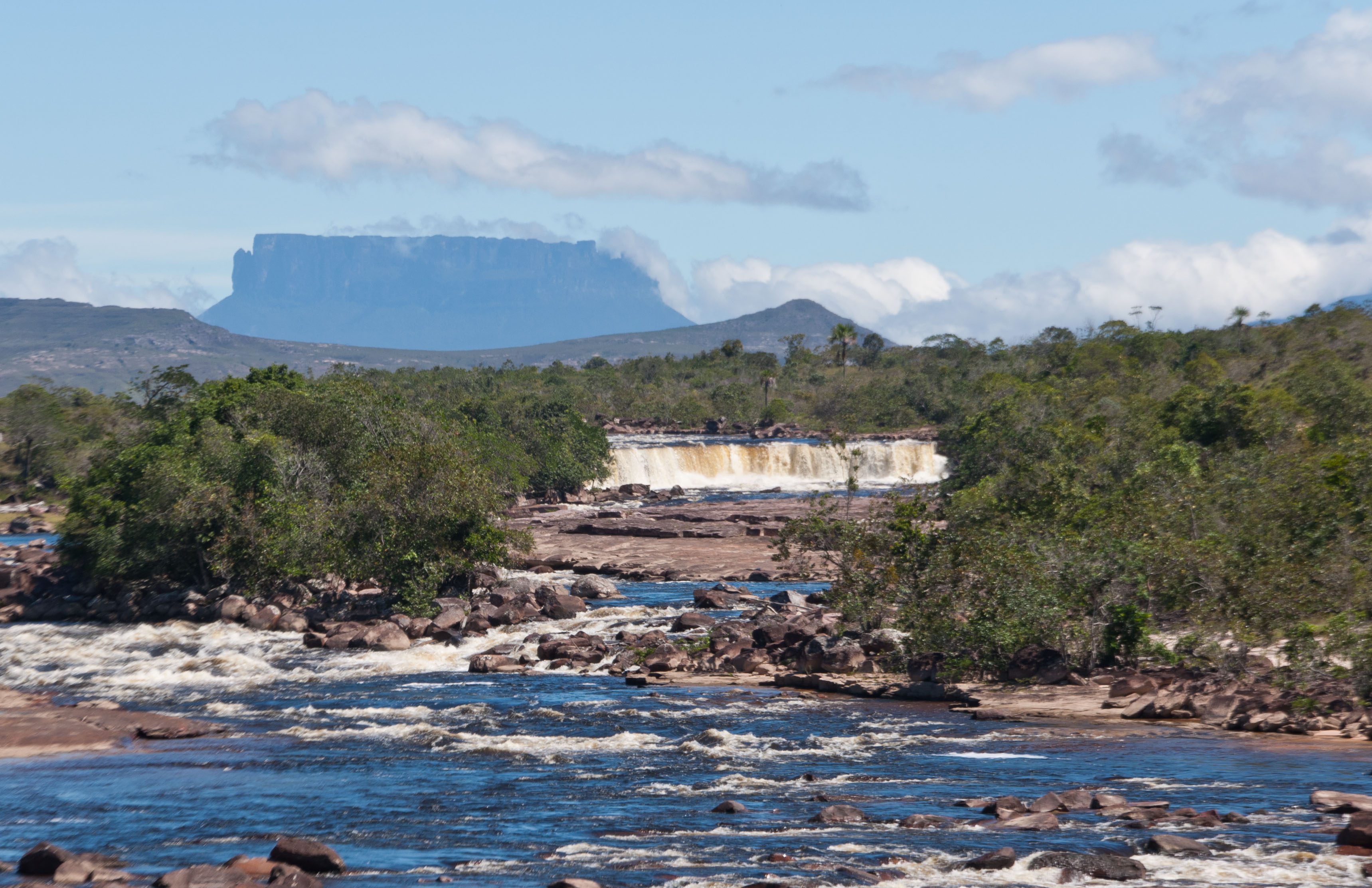
El Río Yuruaní, con el homónimo tepuy al fondo.

Cabe destacar que el Río Caroní, de 925 km de longitud, y de caudal igual a 5000 m³/s, a partir del cual Venezuela obtiene la mayor parte de su energía eléctrica mediante el aprovechamiento con centrales hidroeléctricas, se origina a partir de varios afluentes que provienen de tepuys y montañas de la Gran Sabana, como el Aponwao, el Yuruaní y el Kukenan.
La gran mayoría de los ríos y riachuelos de la región son de aguas oscuras, con coloración similar a la del té. Son aguas muy pobres en nutrientes disueltos y ricas en ácidos húmicos y en taninos, que les confieren su característico color pardo. El grado de acidez es bastante elevado, llegando hasta PH3-4, y a pesar de que esto puede provocar acidez en visitantes que prueban por primera vez dichas aguas, se puede afirmar que éstas se encuentran entre las aguas menos contaminadas del mundo.
En cuanto al interés turístico, los ríos son de gran importancia, ya que los visitantes que se desplazan por las vías de la Gran Sabana suelen usarlos para recrearse, bañarse, y para acampar. Normalmente son de fácil acceso ya que sus entradas se encuentran a lo largo de toda la vía principal, y muchos están acomodados con escalones para facilitar el acceso. En varios puntos, los pemones ofrecen guías turísticas o piden colaboraciones de dinero a cambio de mantener las zonas limpias. es una gran estructura

### Tepuyes
En la Gran Sabana se consiguen distribuidos aleatoriamente macizos antiguos erosionados en forma tabular, los llamados tepuys, ejemplos de relieve invertido, que conforman una clase de mesetas típicas de las Guayanas. Dichas mesetas, en la Gran Sabana, alcanzan su máxima altitud en el Tepuy Roraima, con casi 2800 metros sobre el nivel del mar. 

#### Auyantepui
A pesar de que el Auyantepui no es parte de la Gran Sabana según la delimitación exacta del territorio, es considerado por muchos como parte de ésta, siendo el tepuy más conocido de toda Guayana. Se encuentra al Noroeste en Canaima y es uno de los tepuys más reconocidos a nivel mundial, debido a que en él se origina el salto de agua más alto del mundo, el Salto Ángel (denominado por los indígenas locales "Kerepakupai-Vená"), con sus casi 979 metros de caída libre.

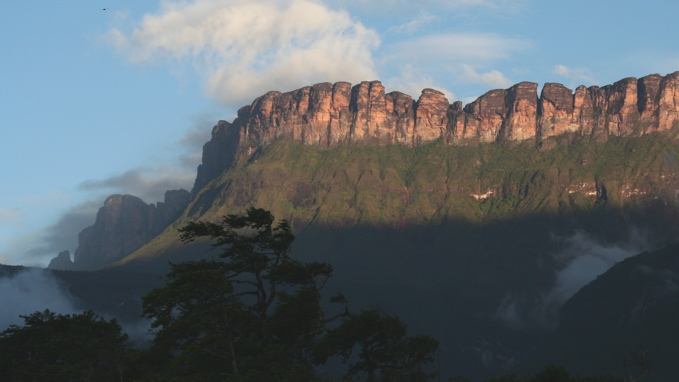
El Auyantepui desde el campamento de Uruyén.

Este Salto fue descubierto por el capitán de la Marina Mercante Félix Cardona Puig, explorador, investigador y cartógrafo quien guio al aviador Jimmy Angel en 1937 hasta la llamada Garganta del Diablo, donde el río Churun y sus afluentes tienen varias caídas de agua, entre ellas la más alta del mundo. El aviador intentó aterrizar su avioneta en la cima del Auyantepui, estrellándose (sin haber víctimas fatales) en sus expediciones en busca de oro y minerales. El capitán Félix Cardona, quien no lo acompañó en ese último vuelo, organizó su búsqueda y rescate desde su campamento en la base al no tener noticias del aviador. El Auyantepuy es el segundo tepuy guayanés más grande, con su superficie de 700 km², después del Chimantá. Tiene una altitud de 2535 metros. El Auyantepui presenta una inclinación en su superficie: en el borde meridional supera los 2400 metros de altura, mientras que el borde septentrional alcanza apenas los 1600 metros.
Es posible acceder a la parte Sur del Auyantepui y escalarla. En algunos tramos del trayecto es necesario utilizar cuerdas para escalar, aunque el nivel de dificultad no es elevado. Para realizar el ascenso al tepuy es necesario llegar hasta el pueblo de Kavak en avión o helicóptero, ya que no existen rutas de acceso para vehículos hacia el tepuy.

#### Macizo de Chimantá
El Macizo de Chimantá es la formación de mesetas (10 en total, entre las cuales Amurí, Churí, y Akopán-tepui) más extensa de toda Venezuela, con sus 1470 km² de superficie. El tepuy no es de fácil acceso, y no es visitado por turistas. Se encuentra ubicado en la zona centro-occidental de Canaima.
Recientemente, el científico venezolano Charles Brewer Carías, sobrevolando el macizo descubrió una entrada a una gruta enorme de unos 250 metros de altura. De dicha observación nacieron dos expediciones, en una de las cuales el mismo Brewer Carías descubrió, entre muchas otras novedades, una nueva especie de rana, denominada en su honor Colostethus Breweri.

#### Monte Roraima

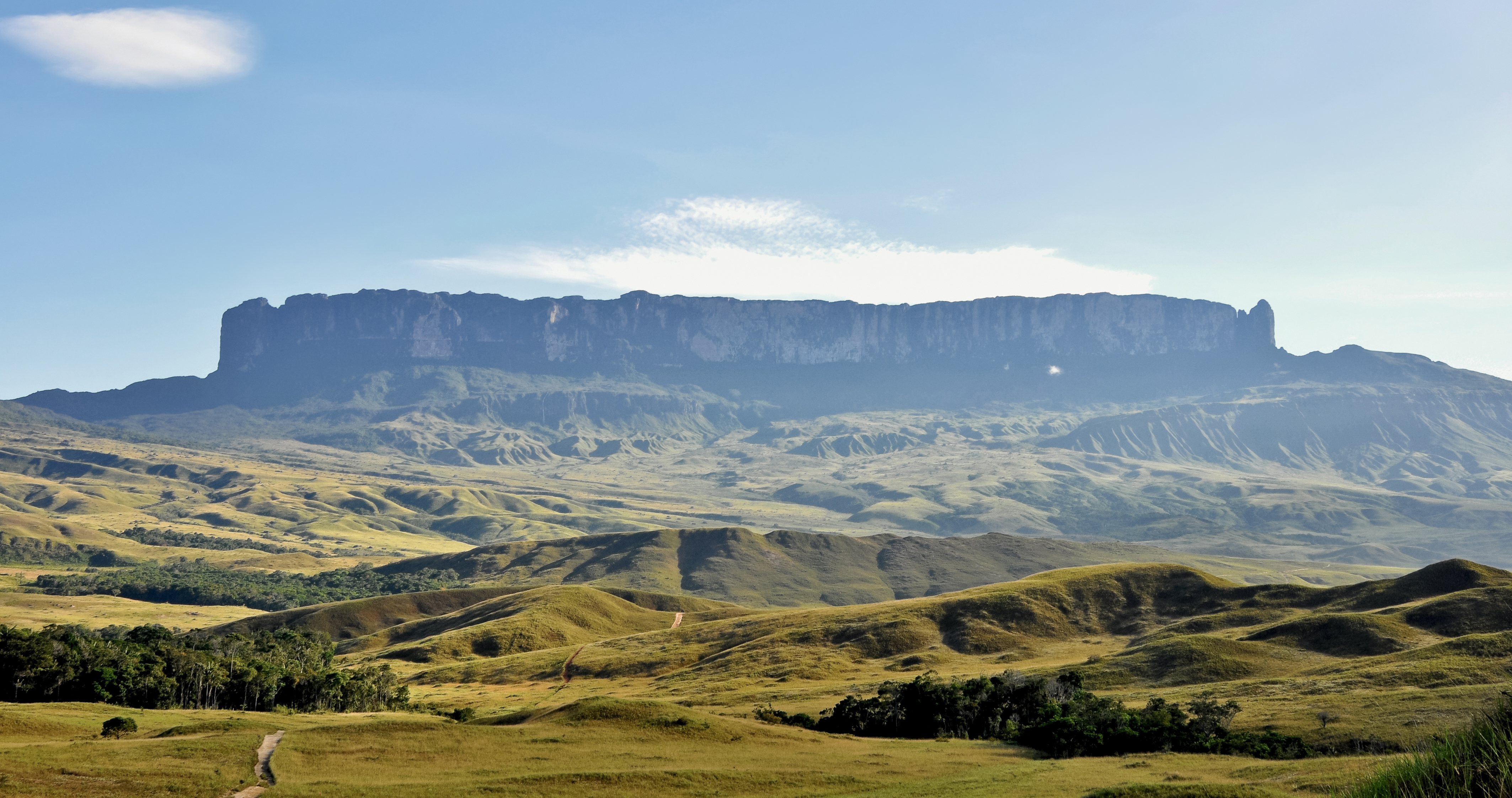
El Monte Roraima despejado, evento poco común.

Es el tepuy más alto del parque nacional. Se le conoce también como montaña azul o montaña de cristal, y es considerado por los indígenas locales como una divinidad. Los pemones creen que la mayoría de los tepuys albergan espíritus o entidades poderosas, a las cuales respetan y temen. Algunos de ellos incluso realizan ofrendas y plegarias en su cima en sus poco frecuentes visitas al tepuy (normalmente como guías turísticas a cambio de dinero o alimentos. Su altura es de unos 2800 m s. n. m., tiene una extensión de 15 km de largo y su superficie es de 200 km² de extensión. Sus paredes, completamente verticales, pueden llegar a medir unos 500 metros de altura. 

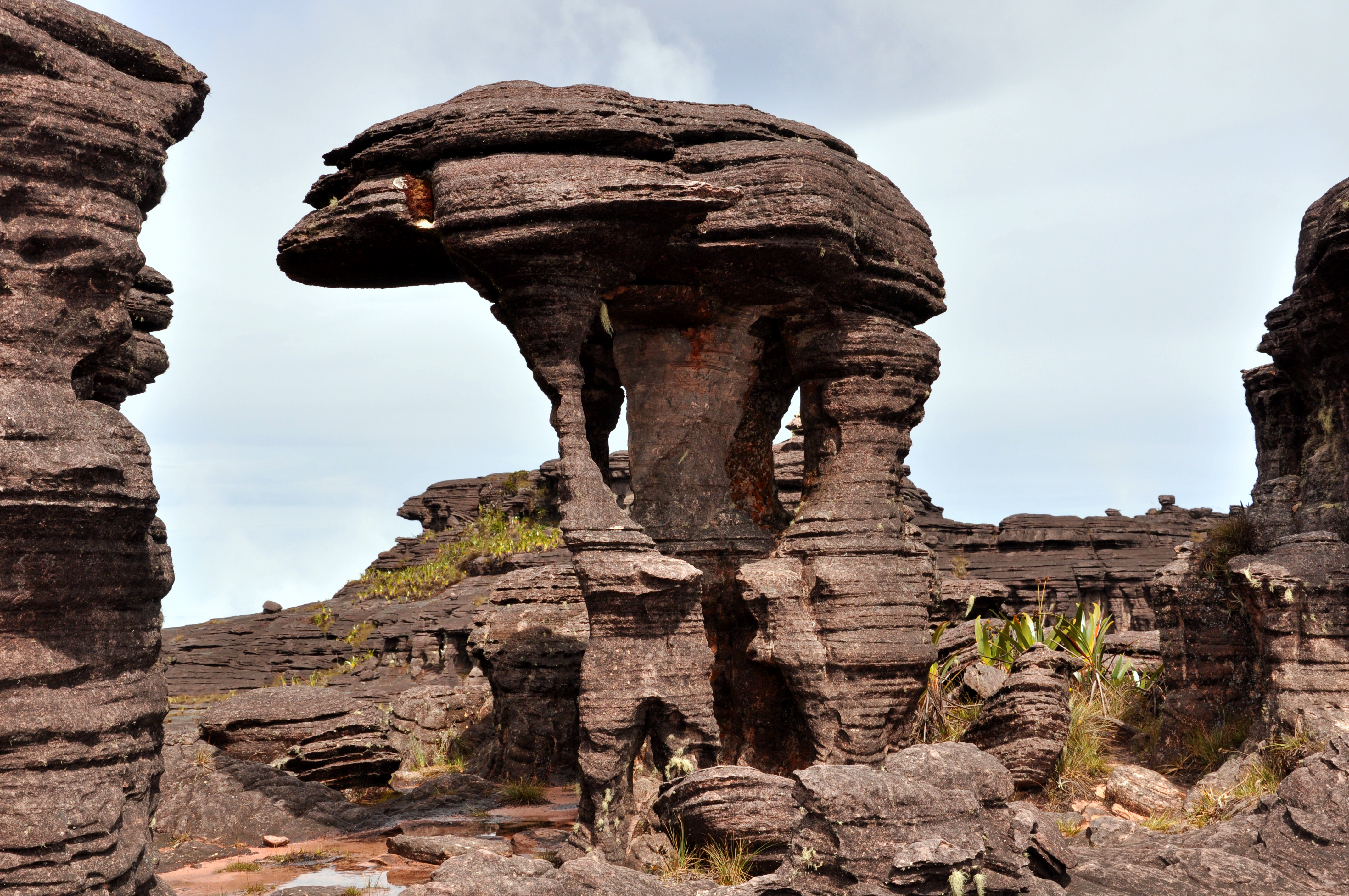
Formación rocosa del "Elefante" en la cima del Monte Roraima.

A pesar de esto, a lo largo de dicha pared, se encuentra una zona sobresaliente, con inclinación y espacio suficiente para que los turistas puedan subir a la cima. Entre los puntos de interés se hallan el Valle de los cristales (un depósito de formaciones de cuarzo), la zona de los Jacuzzis, los miradores de La Ventana y El Abismo, los Laberintos del Norte, la Proa, el Lago Gladys, y el "Punto Triple". Dicho punto se encuentra en la zona Noreste del tepuy, y es el lugar donde coincide la frontera entre Brasil, Venezuela y Guyana. De gran atractivo son también las formaciones rocosas erosionadas por el viento, que dieron lugar a gran número de interpretaciones de figuras, como las formaciones de la "tortuga voladora", el "sombrero mexicano", el "mono comiendo un cono de helado", o el "elefante", mostrado en la foto.

#### Kukenan (Matawi-tepui)
Llamado incorrectamente y ampliamente conocido como Kukenan-tepuy, esta meseta se llama en realidad Matawi-tepuy. Tiene una altura de 2680 m s. n. m. y fue escalado por primera vez en 1963. Dicha expedición fue organizada por la Universidad de Bangor, Inglaterra. El Matawi-Tepui pertenece a la cadena oriental de tepuyes de la gran sabana, junto con el Yuruani-Tepui. Del mismo nace el Salto Kukenan, catalogado como el décimo salto de agua más alto del mundo, con sus 629 metros de caída libre.

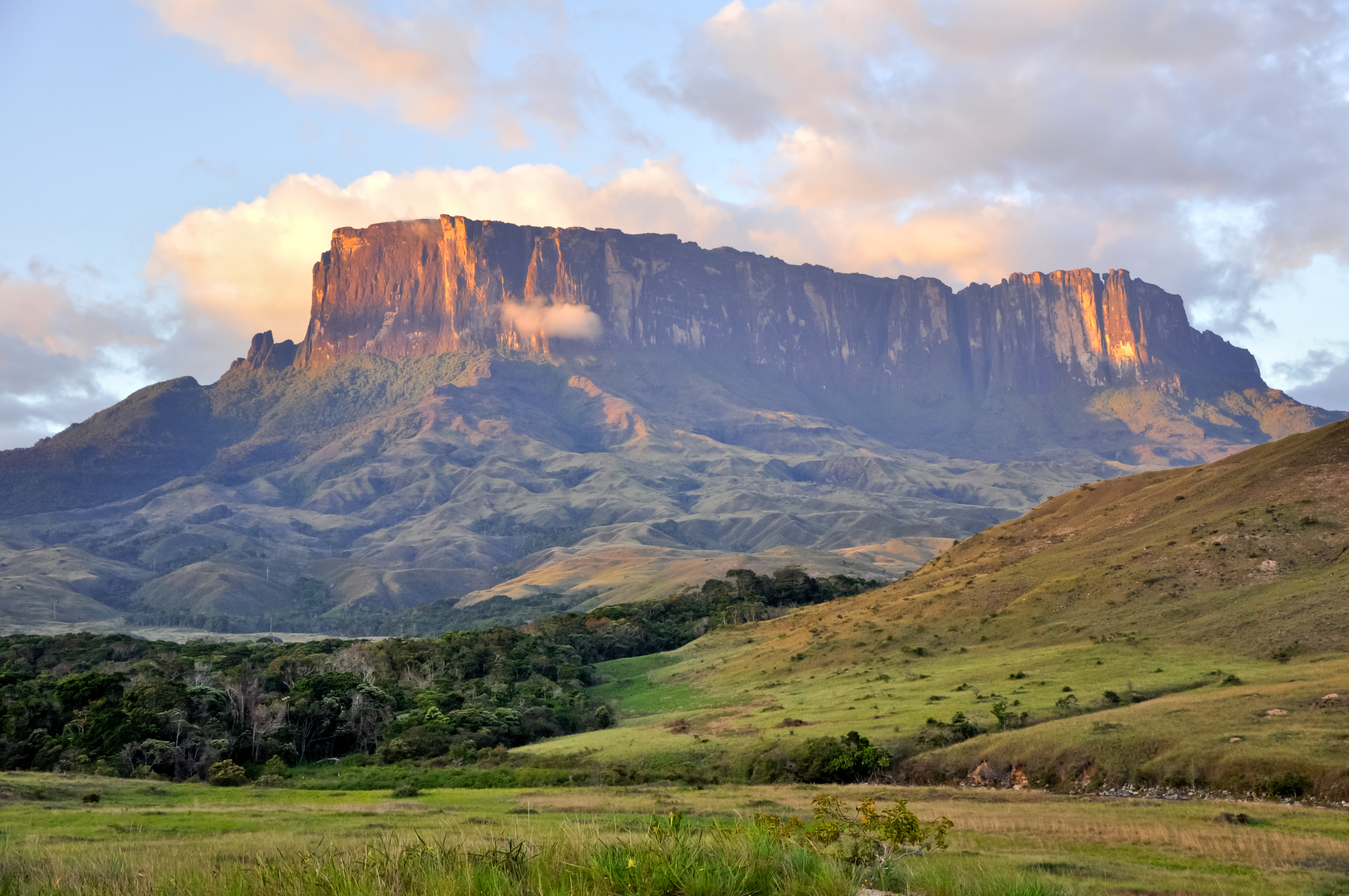
El monte Tepuy Kukenan o Matawi-tepui, visto desde el campamento base del río Tëk, a 1100 m s. n. m.

#### Otros tepuys
Otros tepuys reconocidos son los que conforman la cadena Ilú-Tramén-Karaurín, además del Wadaka-piapó (o Wadakapiapü) y el Yuruaní, que junto con el Kukenan y el Roraima, conforman la cadena de los 7 tepuys del este. También destacan los tepuys Iglú-tepui, Ptarí-tepui, Acopán-tepui y el Sororopán-tepui, que tiene una inclinación característica, y puede ser escalado. Existe una gran cantidad de tepuys menores, sin embargo, pueden hallarse tepuys a lo largo de todo el territorio de Canaima, siendo el total de estos alrededor de 150.
La mayoría de los tepuys alcanzan alturas que varían entre los 2000-2700 m s. n. m.
|             |
| Ptarí-tepui |

|                               |
| Tepuys Tramén, Ilú y Karaurín |

|                               |
| Tepuys Wadaka-piapó y Yuruaní |

|            |
| Moná-tepui |

|                  |
| Tepuy Chiricayen |

## Clima

### Precipitaciones
Prevalece una estación lluviosa de unos 10 meses de duración, con un período de relativa sequía entre enero y marzo con promedio anual de entre 1600 y 2200 mm de lluvia (el doble de lo que se observa en la capital venezolana). Esta medida no es invariable a lo largo del territorio sabanero; en la zona meridional el promedio desciende a entre 1600 y 1900 mm de lluvia, en la zona norte varía entre 1600 y 2500 mm, y en el sector sur-oriental se halla por encima de los 3000 mm.

### Vientos
Los visitantes de la Gran Sabana pueden notar fuertes vientos al terminar de ascender el tramo de La Escalera y ver por primera vez las grandes extensiones de sabana. Comparado con el clima promedio de Venezuela, el lugar propicia vientos relativamente movidos y frescos, creando una sensación confortable. La variación del clima es determinada por la altitud y los vientos, dado que la latitud (entre los 4° y 8° de latitud norte) del lugar está comprendida en la franja ecuatorial. La zona ubicada más al norte, en su parte más baja, está sometida a la influencia de los vientos del este y del noreste, lo cual produce una época de lluvia y una de sequía. La zona sur en cambio, es afectada por vientos muy húmedos de la depresión amazónica y del sureste, que se condensan cuando entran en contacto con las elevaciones, produciendo intensas lluvias.

## Flora y vegetación
Las sabanas ocupan indiscutiblemente el primer lugar en la gama variada de ecosistemas que se desarrollaron en la región. Pero la Gran Sabana está conformada por una gran variedad de escenarios. Estos están sujetos a una compleja diversidad de condiciones climáticas y ecológicas que van desde las calurosas tierras bajas hasta las altas y frías cumbres. Debido a esto, se ha desarrollado un considerable número de especies vegetales adaptadas a sus ecosistemas. La vegetación se caracteriza por ser particular de la región y se desarrolla sobre suelos muy ácidos, derivados de la descomposición de las areniscas. Dominan las sabanas y bosques de galería, los cuales se sitúan a lo largo de los cursos de los ríos y quebradas que atraviesan las sabanas. Estos bosques presentan una vegetación muy variada donde se observan árboles, arbustos, bejucos, plantas epifitas y la palma moriche Mauritia flexuosa. Los arbustos raramente superan los 2-3 metros de altura. Sus hojas son mayormente gruesas, probablemente debido a la escasez de nutrientes presente en el suelo, y a su acidez.
La Gran Sabana tiene una vegetación herbácea de gramíneas, que debido al suelo, con muchas rocas y arenoso, no lo hacen apto para la alimentación de ningún tipo de ganado, sea este caprino, lanar o vacuno.
Las familias de plantas más importantes son Theaceae, Humiriaceae, Ericaceae, Compositae, Aquifoliaceae, Burseraceae, Sapotaceae. Entre las especies más altas, cabe destacar una Rutácea, la Spathelia Fruticosa, con tallos no ramificados de hasta cuatro metros, y un penacho de hojas compuestas en el ápice. En las cumbres de los tepuys, a pesar del ambiente hostil (sobre todo en el Monte Roraima), hay una extensa variedad de plantas, que van desde los 20 o 30 centímetros hasta los cuatro metros de altura.
En los ríos de aguas turbulentas y en los numerosos saltos, crecen sobre las rocas plantas muy peculiares que forman alfombras de color verdoso o bronceado. Estas son plantas fanerógamas de la familia Podostemaceae. Entre los 600-1200 m s. n. m. se comienza a observar los bosques ombrófilos submontanos siempre verdes, de altura media-alta (20-30 m) densos y con sotobosque bien desarrollados. A partir de los 1200 m s. n. m. hasta los 2000 metros al pie de los farallones de los grandes macizos tepuyanos crecen los bosques ombrófilos montanos siempre verdes, incluyendo bosques bajos tepuyanos por encima de los 1700 m s. n. m. Estos forman comunidades densas de alturas medias a altas, con sotobosque cerrado, y a veces con muchas epifitas. En la cumbre del Auyantepui y del Macizo Chimantá existen varios géneros de plantas que no crecen en ninguna otra parte del mundo, como son los géneros Ayensua (familia de las Bromeliaceas), Tepuia (Ericáceas), Mallophyton (Melastomatáceas), Coryphothamnus y Aphanocarpus (Rubiaceas), y por último Arimantaea y Achnopogon (Asteráceas). Muchas de las especies más raras se encuentran sobre formaciones abiertas de areniscas expuestas. Por otro lado, en sitios sombreados y protegidos debajo de los peñascos y en pequeñas cavidades, se consiguen helechos endémicos de los géneros Hymenophyllopsis y Pterozonium. La flora ha sido uno de los puntos de atracción más importante para los estudios botánicos; encontrándose comunidades de plantas insectívoras, pertenecientes a los géneros de Heliamphora, Drosera y Utricularia. Las mismas habitan en la capa delgada de los suelos que reposan directamente sobre la roca madre.
|                               |
| Paisaje con vegetación típica |

|                      |
| Utricularia quelchii |

|                             |
| Flor de Curatella americana |

|                               |
| Orquídea Sobralia stenophylla |

|                              |
| Vegetación del Monte Roraima |

|                        |
| Melastomatacea comolia |

|                                |
| Brocchinia sp. del Ptarí tepui |

|                                          |
| Heliamphora purpurascens del Ptarí tepui |

## Fauna
A pesar de la enorme variedad de especies que viven en la sabana, no es común para el visitante encontrar animales en la vía de El Dorado a Santa Elena de Uairén, debido a que allí predomina la sabana abierta, y dichos animales prefieren las islas de bosque, los bosques ribereños, y las selvas que se encuentran en las montañas a los pies de los tepuys.
De la fauna sabanera destacan las especies en peligro de extinción, como el oso hormiguero gigante u oso palmero (Myrmecophaga tridactyla), el armadillo gigante (Priodontes maximus), el perro de agua grande o nutria gigante amazónica (Pteronura brasiliensis), el ocelote o cunaguaro manigordo (Leopardus pardalis), la lapa Agouti paca, o el marsupial endémico de las cimas tepuyanas (Marmosa tyleriana). También tiene su hábitat en esta región el mono capuchino del Orinoco (Chiropotes satanas), el araguato (Alouatta seniculus) y el mono viuda (Pithecia pithecia). La avifauna es variada, destacándose el gallito de las rocas (Rupicola rupicola) y el águila harpía (Harpia harpyja). Entre los reptiles se encuentran: la serpiente "tragavenado" (Boa constrictor), la anaconda (Eunectes murinus) y la cuaima piña (Lachesis muta muta). Numerosas especies de anfibios habitan en las zonas húmedas, entre ellos el sapito minero (Dendrobates leucomelas).
Otras especies comunes son el cachicamo (Dasypus novemcinctus), la cuspa pequeña (Cabassous unicinctus), o el chigüire (Hydrochoerus hydrochaeris), el roedor de mayores dimensiones del planeta. También es posible encontrar, en eventos bastante raros, jaguares (Panthera onca), pumas (Felis concolor), cunaguaros (Leopardus wiedii), y tigrillos (Leopardus tigrinus). Se han visto puercoespines (Sphiggurus insidiosus), cuchicuchis (Potos flavus) y comadrejas (Mustela nivalis), que son animales de hábitos generalmente arborícolas. Otro mamífero interesante del punto de vista zoológico es el perro de monte (Speothos venaticus), avistado muy pocas veces y únicamente en bosques de esta región.
La fauna de los tepuys es en cambio muy reducida, debido a la poca cantidad de nutrientes y duras condiciones ambientales en las cimas de las mesetas.
|                        |
| Mariposa Haetera piera |

|                   |
| Rana en Kavanayén |

|                        |
| Oreophrynella quelchii |

|                             |
| Rana en el campamento Iwore |

|                                     |
| Araña en las faldas del Ptarí tepui |

|                              |
| Araña de río sobre un tronco |

|                                                   |
| Zonotrichia capensis en la cima del Monte Roraima |

|                                    |
| Oso melero (Tamandua tetradactyla) |

|                        |
| Jaguar (Panthera onca) |

## Grupos étnicos

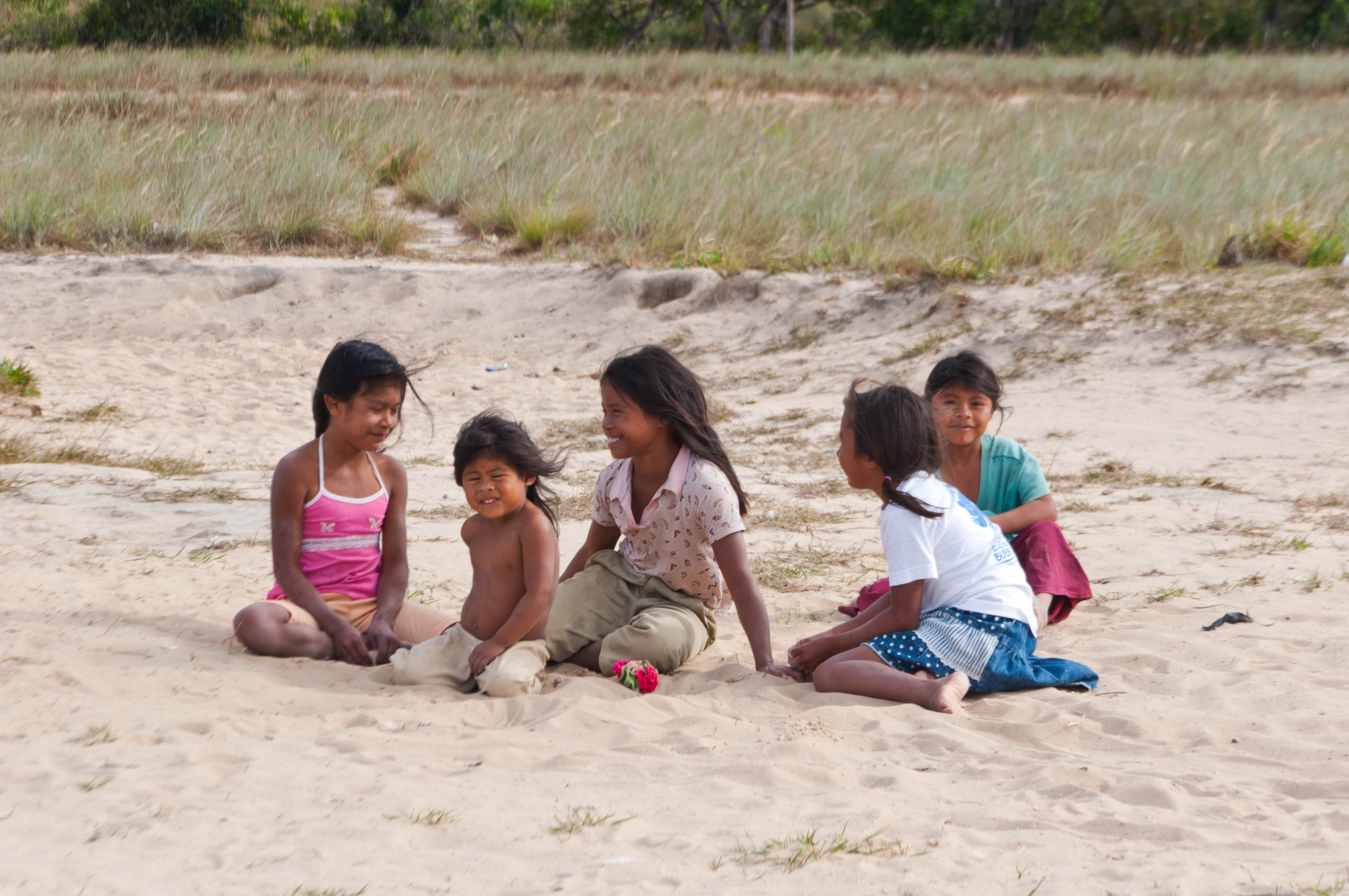
Niñas de etnia pemón jugando en la arena.

La etnia de los pemones es el grupo más numeroso de los indígenas en la región. Se encuentran esparcidos por todo el parque nacional Canaima y se dividen en tres grandes grupos: Arekunas, Taurepanes y Kamarakotos. La mayoría de ellos suele ser amable, tranquila y trabajadora. Son los habitantes nativos de la Gran Sabana y hoy en día se han compenetrado en la actividad turística, manejan y administran posadas y sirven de guías en expediciones por la región. Algunos también pueden hablar el idioma inglés.
No se conoce exactamente el número de habitantes nativos de la Gran sabana, sin embargo, el censo de población realizado por el INE en 2001, reveló la presencia de un total de 42 600 indígenas para todo el estado Bolívar, de los cuales, la gran mayoría habitan en la Gran Sabana.

### Idiomas
El idioma de casi todos los indígenas de la zona es el pemón, un idioma de la familia caribe emparentado con los extintos tamanaco y chaimas. La mayoría de ellos también habla español. Sin embargo, cabe destacar que hay una amplia población no indígena, que habla el español. En Santa Elena de Uairén, en la zona cercana a la frontera con Brasil, es común encontrar personas de habla portuguesa.

### Pueblos y comunidades

#### Santa Elena de Uairén

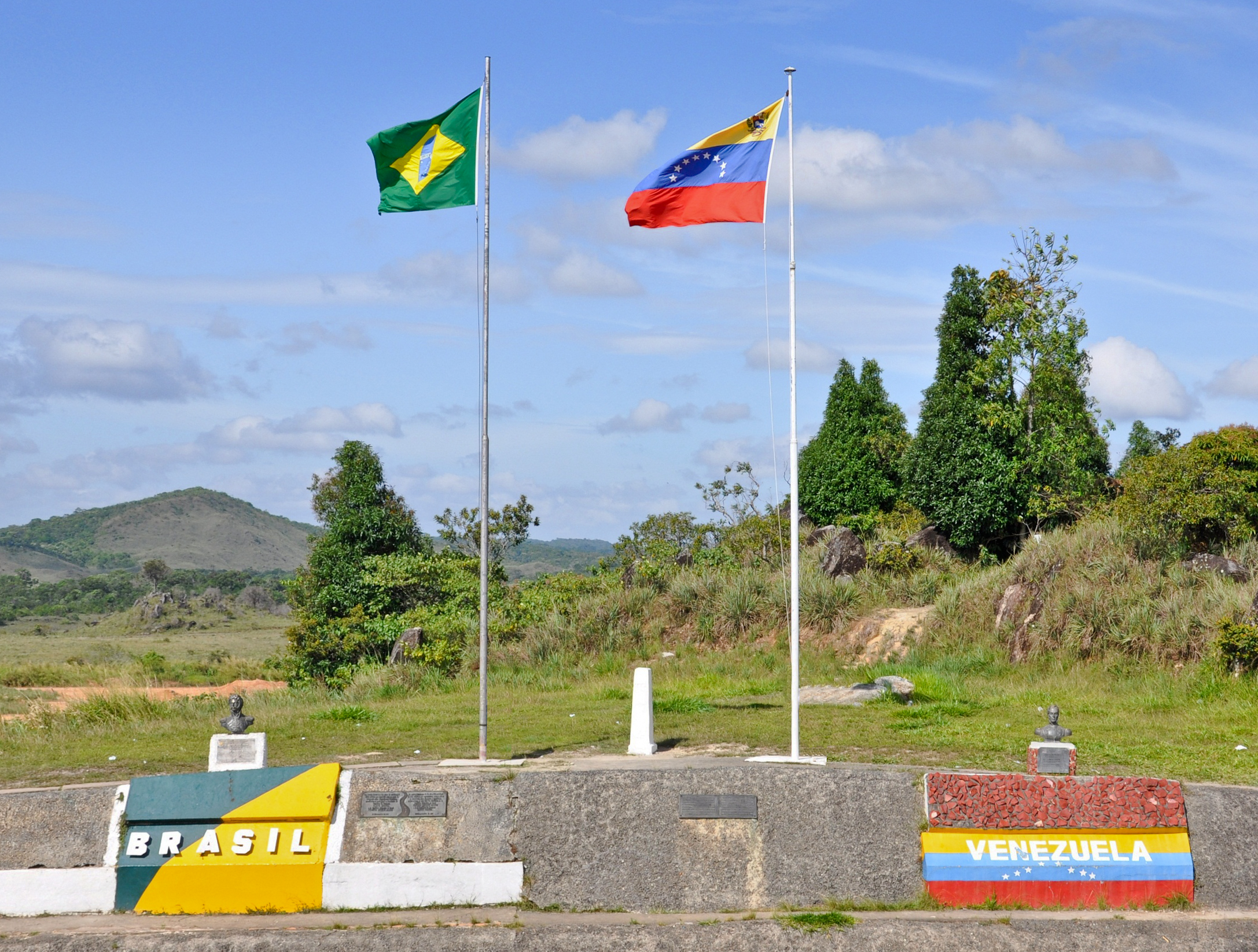
Frontera Brasil-Venezuela, cerca de Santa Elena de Uairén.

Como ya se mencionó, el pueblo principal es el de Santa Elena de Uairén, que es además la capital del municipio Gran Sabana.
El nombre de la ciudad se originó en el de la primera hija del fundador, Lucas Fernández Peña, llamada "Elena", y en el del río que cruza la ciudad, el "Uairén".
Posee un aeropuerto, un puesto militar y es puerto libre desde 1999, organizado y fundado por el hijo del fundador, profesor Héctor Fernández Espinoza. Su economía se fundamenta en el comercio y en la explotación minera.
Recientemente el sector turístico ha tenido un desarrollo importante debido a su cercanía con los principales monumentos naturales de la Gran Sabana y a su ubicación cerca de la frontera. La ciudad ha presentado un acelerado crecimiento demográfico durante la última década y se estima que para el 2016 la población de la localidad será alrededor de 55 000 habitantes. Varios hoteles que se dedican al turismo de recursos limitados se encuentran esparcidos por el centro de la ciudad. El Hotel Gran Sabana es una opción de lujo, al igual que el Hotel Anaconda. En el centro de la ciudad se pueden encontrar numerosos comercios donde adquirir insumos para acampar en el parque nacional, desde alimentos enlatados o frescos, hasta repuestos para equipos habituales para acampar. Numerosos son también los negocios de compra y venta de oro en el pueblo.

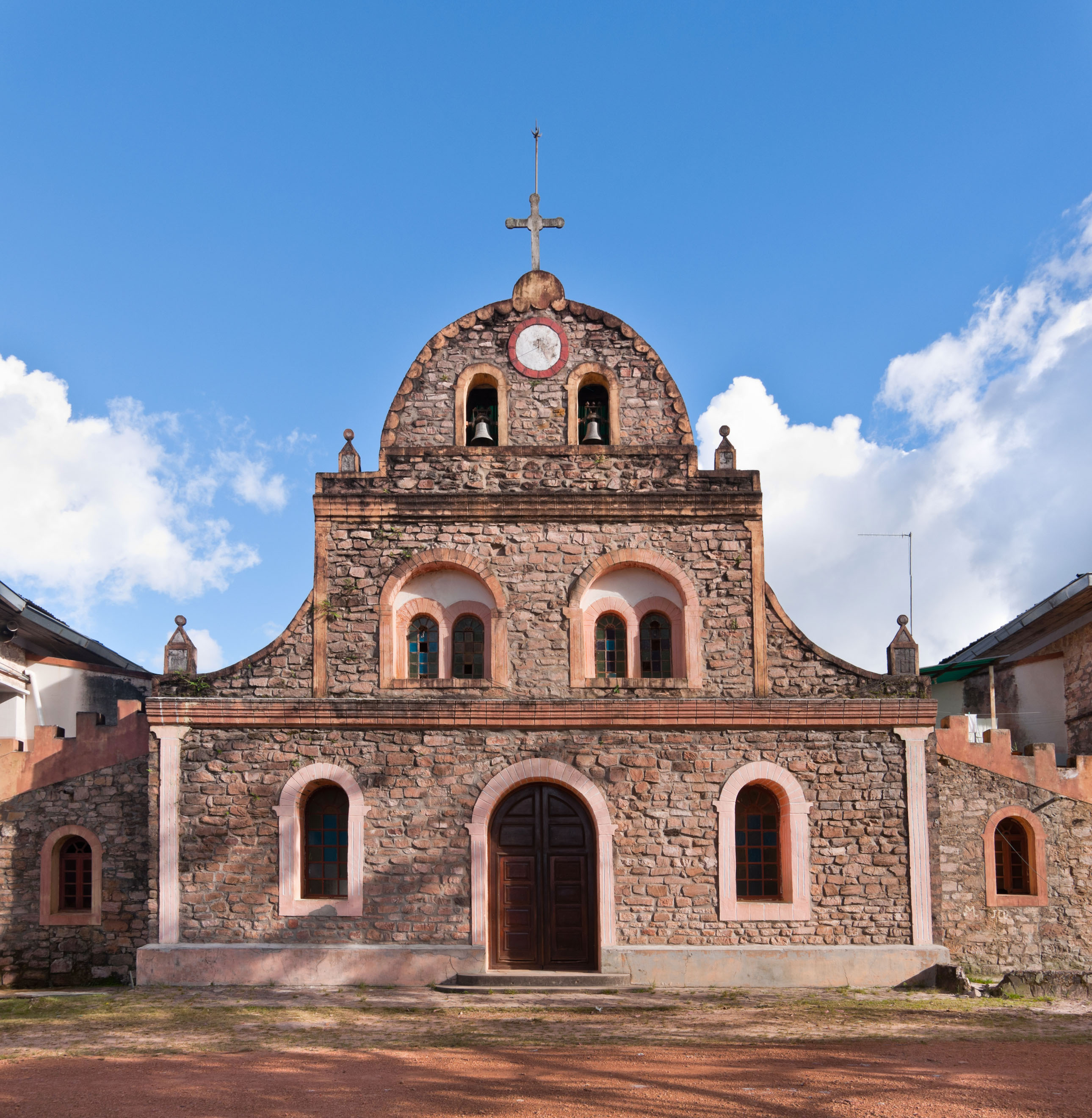
Capilla de Santa Teresita de Kavanayen.

#### Kavanayén
Kavanayen (Santa Teresita de Kavanayen) es una comunidad indígena habitada principalmente por el pueblo pemón. Actualmente se estima que hay unos 30 000 habitantes en la comunidad y el amplio territorio donde se encuentra. Se localiza dentro de los linderos del parque nacional Canaima en el Municipio Gran Sabana, en la cuenca alta del Río Caroní. Los misioneros capuchinos fundaron Kavanayen en 1943. Las edificaciones del poblado son construidas con la técnica desarrollada por los misioneros con piedra (arenisca) sacada de la zona. Uno de los atractivos arquitectónicos más importantes de la comunidad, es la capilla de Santa Teresita de Kavanayén, pero la misma cuenta con otras edificaciones de tamaño e importancia considerable, como una casa presidencial donde solía alojarse por cortos períodos de tiempo el presidente venezolano Rafael Caldera, una estación de radiofaro, una turbina generadora de energía hidroeléctrica entre otros.

#### El Paují
La comunidad de El Paují está ubicada al sur del Estado Bolívar, a unos 75 km al oeste de Santa Elena de Uairén, en la vía que conduce a Icabarú y muy cercano a la frontera con Brasil.
En El Paují las calles no están asfaltadas. Goza de energía eléctrica, pero el sistema de generación se desconecta poco antes de la medianoche. Casi todas las casas disponen de su propia planta de generación. No hay servicio telefónico ni cobertura celular, pero existe un centro de comunicaciones el cual es posible acceder a internet. La comunidad dispone también de una pista de aterrizaje, medicamentos, un grupo de rescate y una escuela. Para los turistas también hay posadas y lugares para comer. En la comunidad conviven alrededor de 500 personas, muchas de ellas profesionales y jubiladas. Entre ellos también hay artesanos, aventureros, mineros, apicultores.

#### San Francisco de Yuruaní (Kumaracapai)

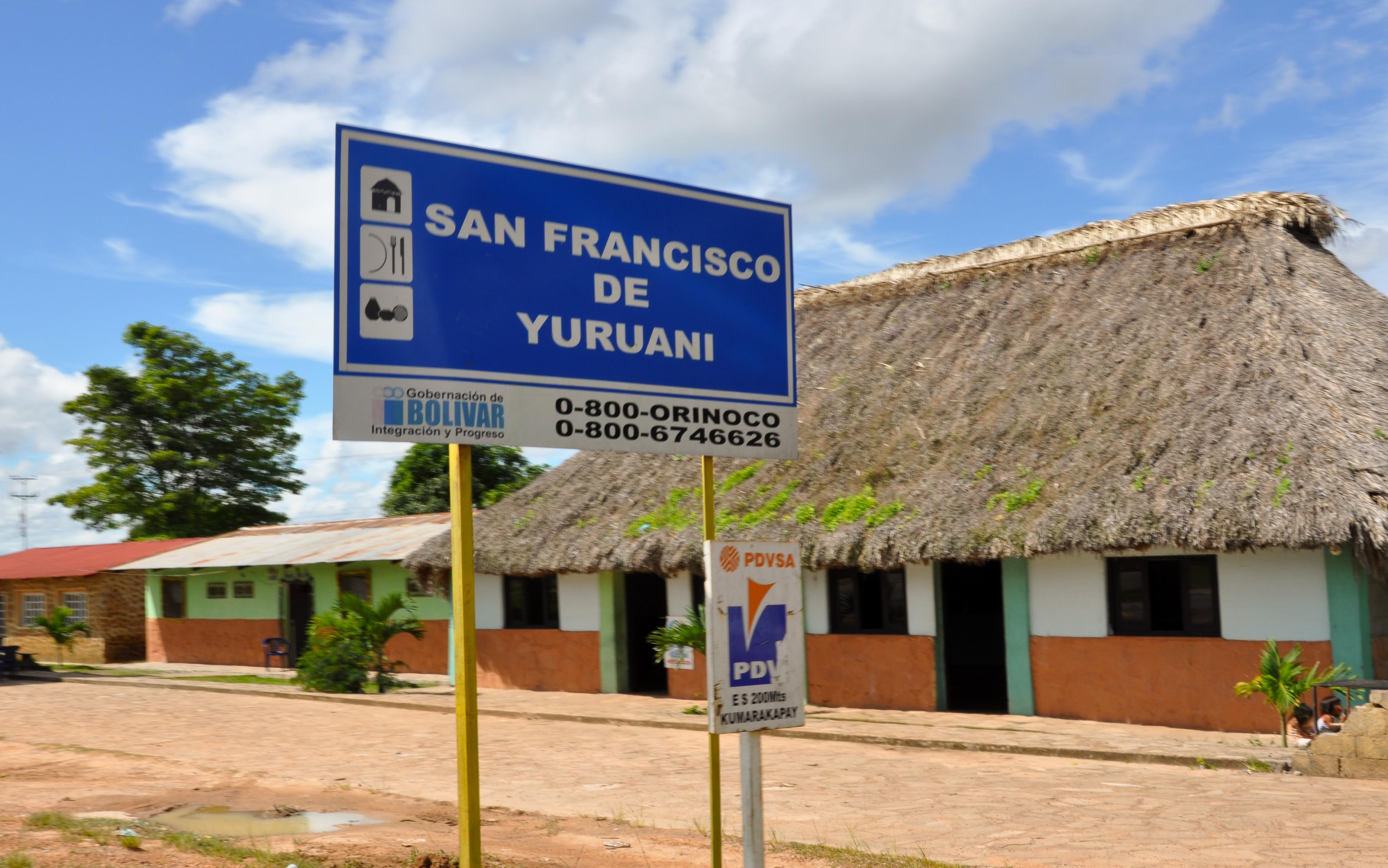
Cartel de identificación de San Francisco de Yuruaní.

San Francisco de Yuruaní, comunidad indígena ubicada en el "km 250" de la Troncal 10 es un importante punto de venta artesanal, y de reabastecimiento para turista. El nombre en lengua nativa de la comunidad es Kumarakapay. La población ofrece diversas piezas emblemáticas, entre ellas pulseras y collares. También es posible encontrar allí la más extensa muestra de piedras minerales comunes en el estado Bolívar, como cuarzo aurífero, cuarzo rosado, pizarra, hierro, mármol, bauxita, silicio, azabache y acerina, entre otros. En los restaurantes de la comunidad se pueden probar comidas típicas.
El pequeño pueblo cuenta con diversos servicios, entre ellos hospedaje en posadas, venta de víveres, restaurantes, sanitarios, venta de artesanía, etc. Además es posible organizar viajes y excursiones a otras zonas del parque nacional Canaima.

#### Otras comunidades
Entre otras comunidades menos importantes, se pueden mencionar San Rafael de Kamoirán, donde se hallan los Rápidos de Kamoirán, Wönken, conocido por sus misiones de capuchinos, Paraitepuy de Roraima, el lugar donde se inicia la caminata a pie hacia el tepuy, e Iboriwo o Liwöriwö, donde se puede acampar para ir a visitar el Salto Aponwao. Otros sitios, ubicados ya más hacia la zona de Canaima incluyen Kavak, Kamarata, Pupurken, Guayaraca y Uruyén. Estas comunidades ofrecen la posibilidad a los visitantes de realizar senderismo por la zona, o escalar el Auyantepui, siendo los pemones guías con conocimientos sobre la zona.

## Turismo

### Acceso y desplazamiento en la Gran Sabana

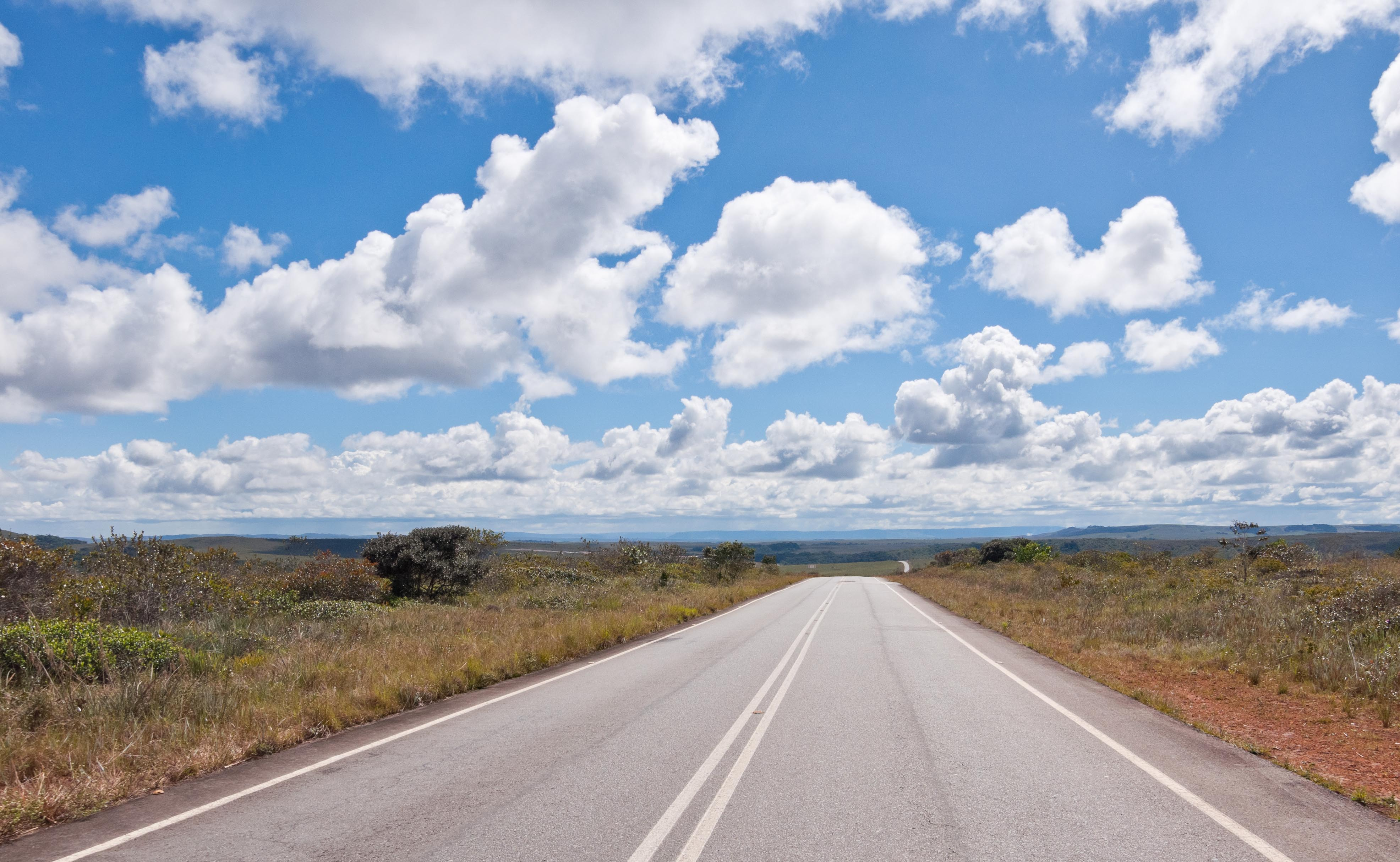
Vía Troncal 10 de Venezuela, en la Gran Sabana.

Para llegar a la Gran Sabana es necesario transitar la carretera asfaltada (llamada Troncal 10) que pasa por Ciudad Guayana y llega hasta la frontera con Brasil. Justo antes de llegar a la Gran Sabana se debe pasar el citado sitio llamado La Escalera, una carretera en subida con varias curvas e inmersa en una foresta normalmente lluviosa y nublada. Una vez superado dicho tramo existe una carretera asfaltada que atraviesa toda la Gran Sabana. Existen otras vías para acceder a otros sitios de interés, pero no están asfaltadas.
También es posible tomar un avión hasta Santa Elena de Uairén. Se puede llegar a dicho pueblo completamente por vía asfaltada desde Caracas, o desde Brasil pasando por Pacaraima, viajando por la carretera BR174, que comunica Manaos (a unos 1000 km de distancia de Sta. Elena) y Boa Vista (unos 225 km) con la frontera venezolano-brasileña. Actualmente existe servicio de autobús entre Ciudad Guayana y Santa Elena de Uairén, pero se recomienda el viaje en automóvil para poder realizar paradas frecuentes en sitios de interés. El viaje desde Caracas normalmente se realiza en dos días.
A algunos de los lugares de mayor atractivo se llega únicamente en vehículos de doble tracción (tal es el caso de lugares como Torón y Toroncito, Salto Sakaika, Salto Anaway, Salto Käk, el pueblo de Paraitepuy de Roraima, y varios sitios de interés en la vía hacia Ikabarú). 

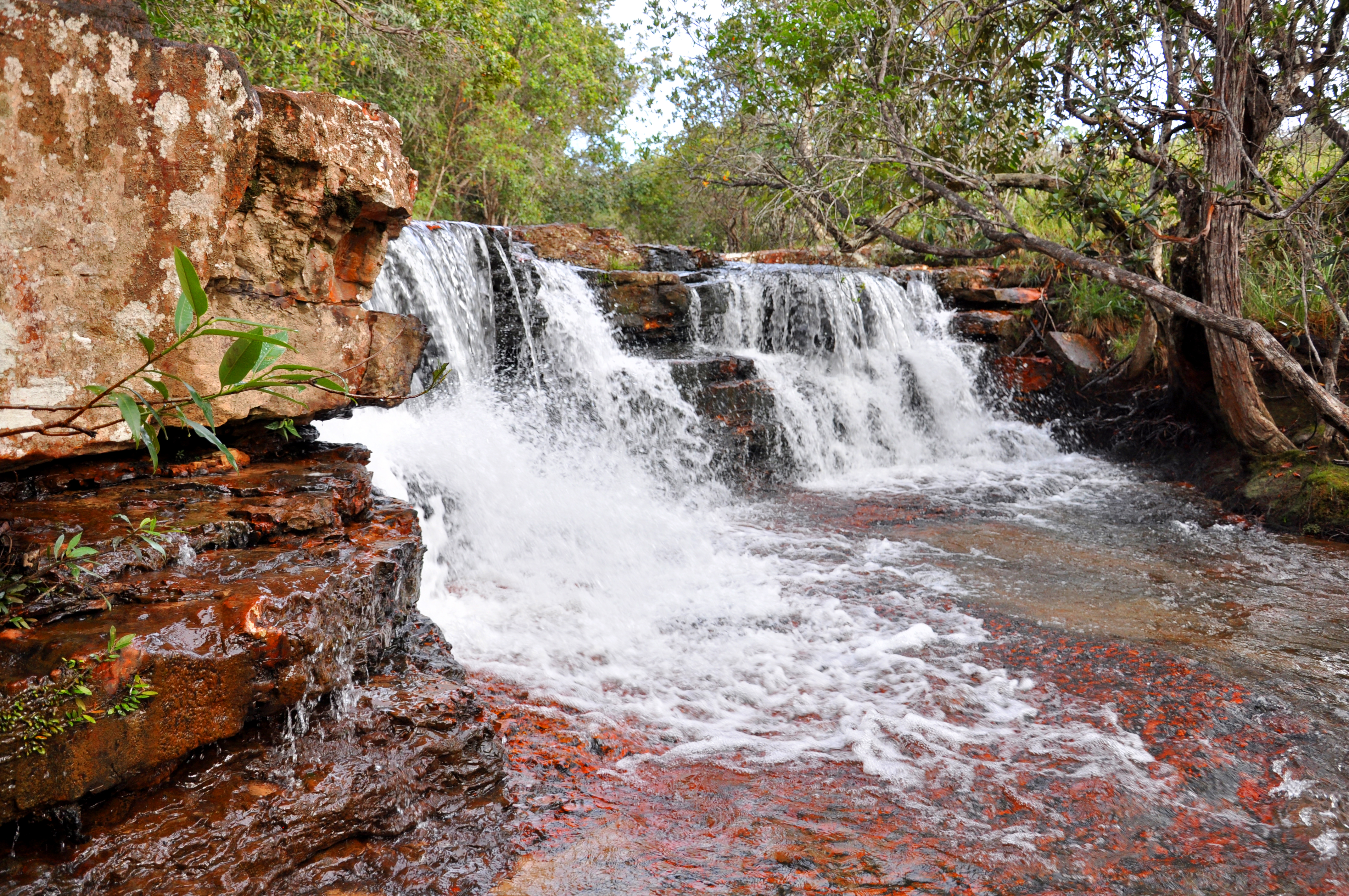
La Quebrada de Jaspe es un río, cuyas aguas circulan por una superficie lisa de jaspe, de colores rojo y negro, principalmente.

Para llegar al poblado de Kavak, donde se encuentra el desfiladero del río del mismo nombre, es indispensable viajar por vía aérea. En la segunda mitad del año 2011, sin embargo, se prohibió la entrada a vehículos a algunos de los caminos no asfaltados, como por ejemplo al río Torón. Dicha medida fue tomada por el Gobierno Nacional, debido a que el estado de los suelos estaba muy deteriorado por el paso de los vehículos de doble tracción. Los saltos más importantes, y de mayor facilidad de acceso por la vía principal, que se pueden alcanzar sin necesidad de vehículos de doble tracción, son el Salto Kamá o "Kama-Merú" en idioma pemón, Quebrada Pacheco o "Arapán-Merú", y Quebrada de Jaspe o "Kako Paru".
Otro tema a tomar en cuenta para trasladarse en la Gran Sabana es el del abastecimiento de la gasolina. Existen pocos surtidores del combustible, y no todos están abiertos siempre. La mayor probabilidad de encontrar la gasolina se tiene en Santa Elena de Uairén, sin embargo, el pueblo se halla a más de 200 km de la entrada a la Gran Sabana por La Escalera. Para turistas extranjeros el suministro de combustible no está garantizado, ya que el Gobierno garantiza gasolina sólo para los venezolanos. También hay diferenciación de abastecimiento para turistas venezolanos y locales, debido al contrabando de la gasolina, que en Brasil tiene un valor mucho más elevado que en Venezuela. El mismo problema de compra y venta ilegal de gasolina se tiene antes de la entrada a la Gran Sabana, del lado venezolano, en el pueblo de San Isidro, también conocido como "km 88".

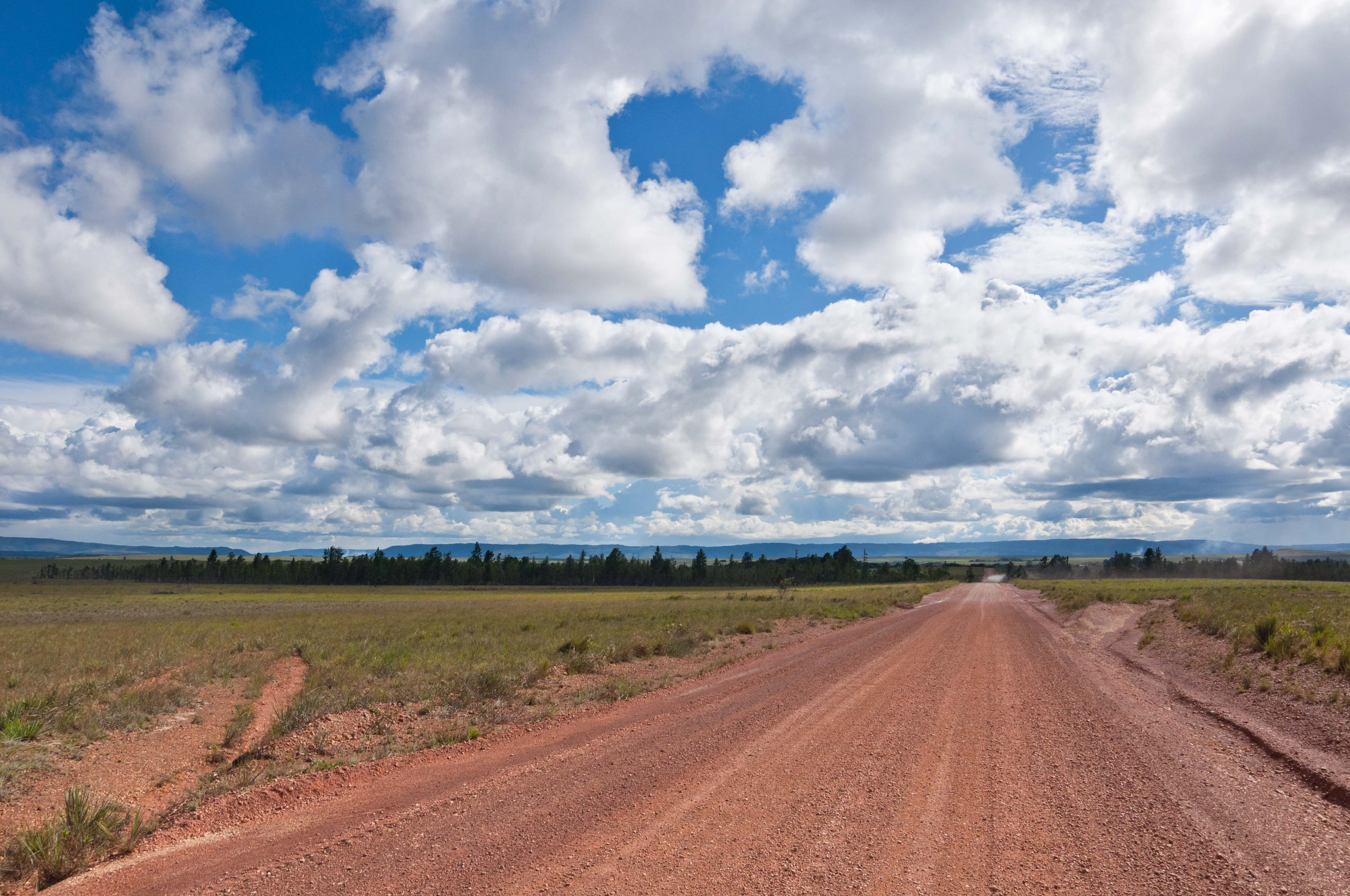
La vía hacia el campamento de Liworiwo es de tierra. De ahí se puede ir al Salto Aponwao. Es recomendado utilizar vehículos 4x4 en el trayecto.

Es posible perder horas para surtir de gasolina un vehículo en temporada alta. Debido a estas dificultades, se recomienda a los turistas cargar con pimpinas o bidones (debidamente identificados con el color rojo por motivos de seguridad).
Algunos tramos pueden realizarse en "curiaras", que son botes tallados en madera, manejados por la población local. A pesar de ser manejados por pemones, dichos botes pueden poseer motores para disminuir la duración del viaje. Tal es el caso del acceso al Salto Aponwao, uno de los más reconocidos de la Gran Sabana por su majestuosidad, con una caída de alrededor de 110 metros. Para llegar al salto se debe llegar en vehículo hasta el acampamento de Liwöriwö por carretera de tierra, y ahí tomar la curiara guiada por indígenas (un viaje de unos 20 minutos) hasta el salto.
Otra actividad de elevado interés turístico, aunque a un precio algo menos accesible, es el sobrevuelo en helicóptero o avioneta. Es posible tomar vuelos desde varios lugares, sin embargo, lo más común es despegar desde Santa Elena de Uairén, donde hay agencias de turismo especializadas. Algunos planes incluyen paseos sobre tepuyes como Roraima y Kukenan, visitas a cascadas, sobrevuelo de Auyántepuy con vista del Salto Ángel, y visitas al campamento de Canaima, que no es accesible por vehículo.

### Sitios de interés turístico
- Salto del Aponwao (Chinak-meru)
- Salto Kamá (Kamá Meru)
- Salto Kamá (Kamá Mesalto)
- Salto Kawi (Kawí merú)
- Salto Cuquenán
- Salto del Yuruaní
- Salto Karuay
- La Laja
- El Paují
- El Abismo
- Santa Elena de Uairén
- Misión de Kavanayen
- Salto Ángel (Kerepakupai Vená)

### Galería de fotos
|                                                  |
| Un pequeño lago de aguas color verde en el Km 88 |

|            |
| Salto Kamá |

|                                                  |
| Vista panorámica de los tepuys Ptarí y Sororopán |

|                              |
| Pozo en Quebrada de Jaspe II |

|                |
| Paisaje típico |

|                                                                     |
| Últimos rayos del sol al atardecer sobre la pared del Kukenán tepui |

|                     |
| Piedra de la Virgen |

|                    |
| Tepuy al atardecer |

|                                               |
| Monte Roraima desde el campamento del río Tëk |

|         |
| Kukenán |

|                                      |
| Panorámica de tepuys desde Kavanayén |

|                                  |
| Parte superior del Salto Aponwao |

|                            |
| Cascada en la Gran Sabana. |